# Tipulodes ima
Tipulodes ima är en fjärilsart som beskrevs av Jean Baptiste Boisduval 1832. Tipulodes ima ingår i släktet Tipulodes och familjen björnspinnare. Inga underarter finns listade i Catalogue of Life.